# Raionul Snihurivka, Mîkolaiiv
Snihurivka (în ucraineană Снігурівський район, transliterat: Snihurivskîi raion) este un raion în regiunea Mîkolaiiv, Ucraina. Reședința sa este orașul Snihurivka.

## Demografie
Componența lingvistică a raionului Snihurivka
     Ucraineană (90,96%)
     Rusă (7,74%)
     Alte limbi (0,67%)
Conform recensământului din 2001, majoritatea populației raionului Snihurivka era vorbitoare de ucraineană (90,96%), existând în minoritate și vorbitori de rusă (7,74%).